# Quiet Wedding
Quiet Wedding é um filme britânico de 1941, do gênero comédia, dirigido por Anthony Asquith.

## Sinopse
Um jovem casal desfruta uma série de aventuras antes da data do casamento.

## Elenco
- Margaret Lockwood .... Janet Royd
- Derek Farr .... Dallas Chaytor
- Marjorie Fielding .... Mildred Royd
- David Tomlinson .... John Royd